# David di Donatello 1982
La cerimonia di premiazione della 27ª edizione dei David di Donatello si è svolta il 19 giugno 1982 al Teatro Argentina di Roma.
In questa edizione è stato istituito il Premio David René Clair destinato al film che alle qualità artistiche unisce i requisiti per il miglior consenso di pubblico.

## Vincitori
Miglior film
- Borotalco, regia di Carlo Verdone
- Storie di ordinaria follia, regia di Marco Ferreri
- Il marchese del Grillo, regia di Mario Monicelli

Miglior regia
- Marco Ferreri  - Storie di ordinaria follia
- Salvatore Piscicelli - Le occasioni di Rosa
- Carlo Verdone - Borotalco

Miglior regista esordiente
- Luciano Manuzzi - Fuori stagione
- Alessandro Benvenuti - Ad ovest di Paperino
- Enzo Decaro - Prima che sia troppo presto

Migliore sceneggiatura
- Sergio Amidei e Marco Ferreri - Storie di ordinaria follia
- Carlo Verdone e Enrico Oldoini - Borotalco
- Bernardino Zapponi - Piso pisello

Migliore produttore
- Antonio Avati e Gianni Minervini - Fuori stagione
- Giovanni De Feo, Gaumont e Opera - Il marchese del Grillo
- Silvio Clementelli e Anna Maria Clementelli - Piso pisello

Migliore attrice protagonista
- Eleonora Giorgi - Borotalco
- Ornella Muti - Storie di ordinaria follia
- Marina Suma - Le occasioni di Rosa

Migliore attore protagonista
- Carlo Verdone - Borotalco
- Beppe Grillo - Cercasi Gesù
- Alberto Sordi - Il marchese del Grillo

Migliore attrice non protagonista
- Alida Valli - La caduta degli angeli ribelli
- Valeria D'Obici - Piso pisello
- Piera Degli Esposti - Sogni d'oro

Migliore attrice esordiente
- Marina Suma - Le occasioni di Rosa
- Athina Cenci - Ad ovest di Paperino
- Isa Gallinelli - Borotalco

Migliore attore non protagonista
- Angelo Infanti - Borotalco
- Alessandro Haber - Piso pisello
- Paolo Stoppa - Il marchese del Grillo

Migliore attore esordiente
- Beppe Grillo - Cercasi Gesù
- Alessandro Benvenuti - Ad ovest di Paperino
- Enzo Decaro - Prima che sia troppo presto

Migliore direttore della fotografia
- Tonino Delli Colli - Storie di ordinaria follia
- Sergio D'Offizi - Il marchese del Grillo
- Danilo Desideri - Nudo di donna

Miglior musicista
- Lucio Dalla e Fabio Liberatori - Borotalco
- Fiorenzo Carpi - Cercasi Gesù
- Carlo Rustichelli - Bosco d'amore

Migliore scenografia
- Lorenzo Baraldi - Il marchese del Grillo
- Andrea Crisanti - Borotalco
- Dante Ferretti - Storie di ordinaria follia
- Lorenzo Baraldi - Nudo di donna

Migliore costumista
- Gianna Gissi - Il marchese del Grillo
- Luca Sabatelli - Nudo di donna
- Enzo Bulgarelli - Bosco d'amore

Migliore montatore
- Ruggero Mastroianni - Storie di ordinaria follia
- Franco Letti - Le occasioni di Rosa
- Roberto Perpignani - Sogni d'oro

Miglior film straniero
- Mephisto, regia di István Szabó
- Anni di piombo (Die bleierne Zeit), regia di Margarethe von Trotta
- Reds, regia di Warren Beatty

Miglior regista straniero
- Margarethe von Trotta - Anni di piombo (Die bleierne Zeit)
- István Szabó - Mephisto
- Warren Beatty - Reds

Miglior sceneggiatura straniera
- Harold Pinter - La donna del tenente francese (The French Lieutenant's Woman)
- Warren Beatty e Trevor Giffiths - Reds
- Margarethe von Trotta - Anni di piombo (Die bleierne Zeit)

Miglior produttore straniero
- Warren Beatty - Reds
- Dino De Laurentiis - Ragtime
- SKOP Film Monaco - Anni di piombo (Die bleierne Zeit)

Migliore attrice straniera
- Diane Keaton - Reds
- Jutta Lampe - Anni di piombo (Die bleierne Zeit)
- Meryl Streep - La donna del tenente francese (The French Lieutenant's Woman)

Miglior attore straniero
- Klaus Maria Brandauer - Mephisto (Mephisto)

David Luchino Visconti
- Cesare Zavattini

David René Clair
- Markus Imhoof - La barca è piena (Das boot ist voll)
- Jaakko Pakkasvirta - Il segno della bestia (Pedon Merkki)

David Europeo
- Ermanno Olmi

Medaglia d'oro del Ministro per il Turismo e lo Spettacolo
- Ingrid Bergman
- Renato Castellani
- Vittorio Gassman
- Alberto Lattuada
- Giulietta Masina
- Martin Scorsese
- Andrej Tarkovskij